# Касаи (провинция)
Касаи (фр. Kasaï) — провинция Демократической Республики Конго, расположенная к юго-западу от реки Конго.

## География
До конституционной реформы 2005 года Касаи была частью бывшей провинции Западное Касаи. Административный центр — город Луэбо. По территории провинции протекает река Касаи.
Население провинции — 3 199 891 человек (2005).

## Административное деление

### Города
- Чикапа

### Территории
- Декесе
- Илебо
- Камониа
- Луэбо
- Мвека